# Албрехт Адолф Вилхелм фон Мюнххаузен
Албрехт Адолф Вилхелм фон Мюнххаузен (на немски: Albrecht Adolph Wilhelm von Münchhausen; *	23 юли 1742 в Моринген в Долна Саксония; † февруари 1785 в Катленбург в Долна Саксония) е благородник от род фон Мюнххаузен.
Той е син на Бьориз фон Мюнххаузен (* 26 март 1702; † 13 октомври 1771) и съпругата му София Магдалена Кристина фон Винкел (* 25 юли 1722; † 1789). Сестра му Шарлота фон Мюнххаузен (1747 – 1825) се омъжва на 2 август 1768 г. за граф Август Ото Гроте (1747 – 1830).
Фамилията фон Мюнххаузен притежава голямо имение в Моринген.

## Фамилия
Албрехт Адолф Вилхелм фон Мюнххаузен се жени на 12 май 1768 г. в Харденберг за Анна Сибила фон Харденберг (* 3 ноември 1751, Есенроде; † 25 юли 1808, Берлин), дъщеря на Кристиан Лудвиг фон Харденберг (1700 – 1781) и Анна София Еренгарта фон Бюлов (1731 – 1809). Те имат децата:
- Анна Кристиана Вилхелмина фон Мюнххаузен (* 8 април 1769, Катленбург; † 21 март 1832, Волфсбург), омъжена на 17 септември 1789 г. във Волфсбург за граф Гебхард фон дер Шуленбург-Волфсбург (* 21 март 1763; † 25 декември 1818)
- Фридрих Август Карл фон Мюнххаузен (* 8 април 1777, Катленбург; † 28 юни 1859, Берлин), женен на 18 съптември 1803 г. в градската църква, Байройт за фрайин Фридерика Каролина фон Кюнсберг (* 12 септември 1784; † 28 февруари 1819)